# شاه سلیمان یکم
شاه سلیمان یکم (فوریه یا مارس ۱۶۴۸ – ۲۹ ژوئیه ۱۶۹۴) که پیش از این با نام شاه صفی دوم تاج‌گذاری کرده بود هشتمین پادشاه ایران صفوی بود. او فرزند ارشد شاه عباس دوم و نکهت خانم بود. او که با نام سام میرزا به‌دنیا آمد، دوران کودکی خود را در حرم‌سرا میان زنان و خواجه‌ها گذراند و از دید عموم پنهان بود. در سال ۱۶۶۶ پس از مرگ پدرش، سام میرزای هجده ساله تحت نام صفی دوم (به‌اقتباس از نام پدربزرگش، صفی یکم) بر تخت سلطنت نشست. او به‌عنوان صفی دوم سلطنت دردسرسازی داشت و دربارش را متقاعد کرد که باید بار دیگر تاج‌گذاری کند. بدین ترتیب، در ۲۰ مارس ۱۶۶۸ هم‌زمان با نوروز تحت نام جدید سلیمان یکم تاجگذاری کرد.
پس از دومین تاج‌گذاری‌اش، سلیمان به حرم‌سرای خود رفت تا به لذت‌جویی‌های جنسی و مصرف بیش‌ازحد الکل بپردازد. او نسبت به امور حکومتی بی‌تفاوت بود و اغلب ماه‌ها در انظار عمومی ظاهر نمی‌شد. دوره سلطنت سلیمان فاقد رویدادهای برجسته‌ای مانند جنگ‌ها یا شورش‌های بزرگ بود. به همین دلیل، مورخان معاصر غربی دوره سلطنت سلیمان را «فاقد هرگونه اهمیت» توصیف کرده‌اند، در حالی که وقایع‌نگاری‌های دربار صفوی از ثبت دوران حکمرانی او خودداری کرده‌اند. در دوره سلیمان، ارتش رو به زوال رفت، به‌گونه‌ای که سربازان بی‌نظم شدند و هیچ تلاشی برای انجام وظایف مورد انتظارشان نکردند. در همان زمان، مرزهای شرقی قلمرو تحت حملات مداوم ازبک‌ها و قالمیق‌ها قرار داشت.
در ۲۹ ژوئیه ۱۶۹۴، سلیمان بر اثر ترکیبی از بیماری نقرس و اعتیاد مزمن به الکل درگذشت. سلطنت او که غالبا یک شکست در پادشاهی تلقی می‌شود، نقطه آغاز زوال نهایی صفویان بود: ضعف قدرت نظامی، کاهش تولیدات کشاورزی و فساد بوروکراتیک، همگی نشانه‌هایی از حکمرانی پرمخاطره جانشین او، شاه سلطان حسین، بودند که دوره‌اش شاهد پایان دودمان صفوی شد. سلیمان نخستین شاه صفوی بود که پادشاهی خود را نظارت نکرد و هرگز رهبری ارتش را بر عهده نگرفت، بدین ترتیب امور حکومت را به صدراعظم خود شیخعلی‌خان زنگنه واگذار کرد. شاید تنها جنبهٔ تحسین‌برانگیز سلطنت او قدردانی از هنر بود، زیرا فرنگی‌سازی یا سبک نقاشی غربی تحت حمایت سلیمان در اوج خود بود.

## سال‌های اولیه
سلیمان یکم در فوریه یا مارس ۱۶۴۸ میلادی به دنیا آمد و در ابتدای تولد او را سام میرزا نام نهادند و به صفی میرزا مشهور شد. او پسر شاه عباس دوم از همسر چرکس تبارش نکهت خانم بود. او دو برادر به نام‌های حمزه میرزا و اسماعیل میرزا و دو خواهر (بی‌نام) داشت. سام میرزا در حرم‌سرا تحت نظارت نظیر آغا یکی از خواجه‌های حرم‌سرا بزرگ شد. وی به جز ترکی آذربایجانی به زبان دیگری مسلط نبود و هنگامی که به سلطنت رسید به سختی فارسی حرف می‌زد. با توجه به شیوه تربیتش، وی تجربه و علاقه بسیار کمتری نسبت به پدرش برخوردار بود که عواقب قابل توجهی برای سلطنت او داشت.

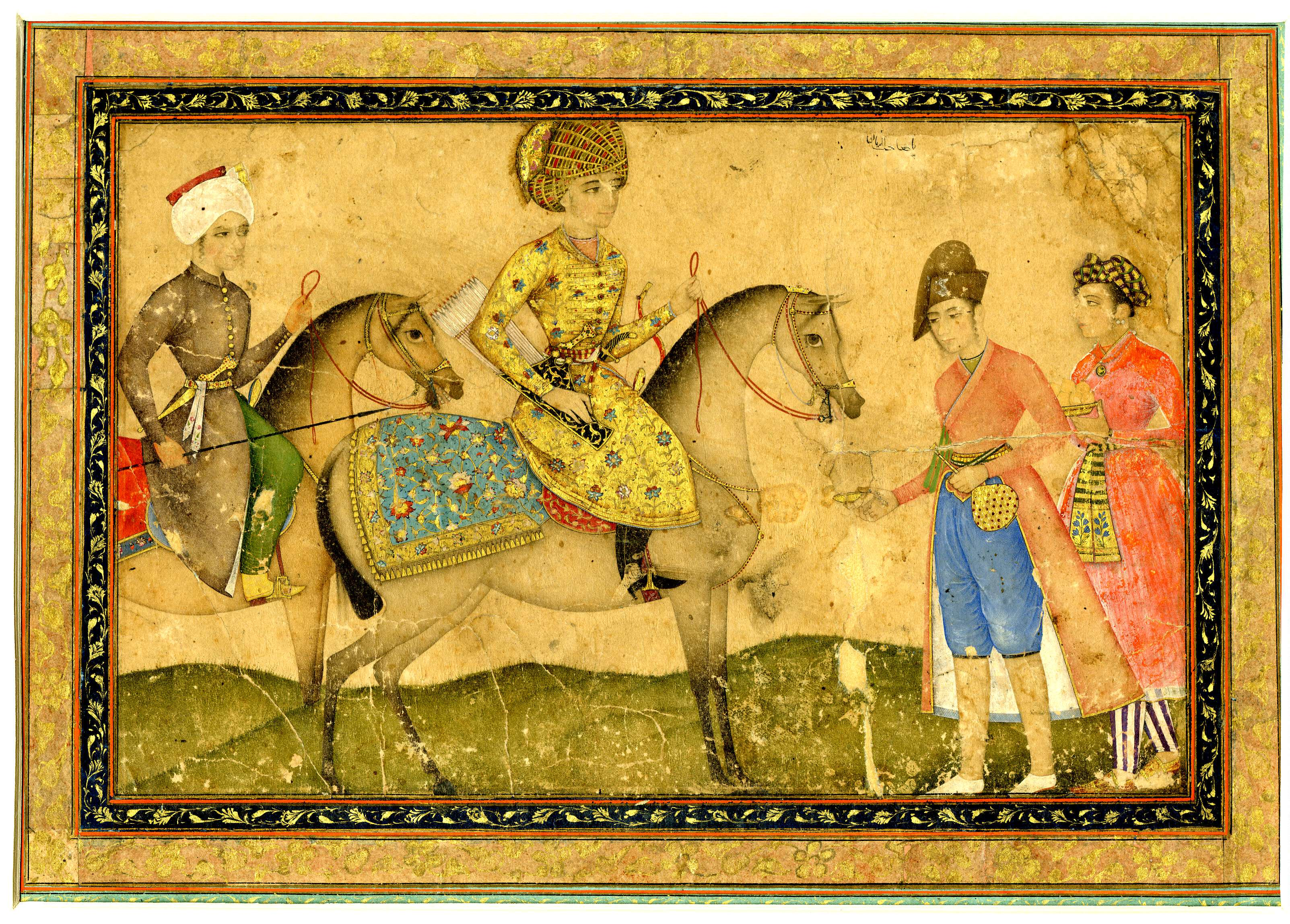
نگاره احتمالاً شاه سلیمان به همراه ملازمان اثر محمد زمان.

شاه عباس دوم در ۲۵ سپتامبر سال ۱۶۶۶ بدون آن که جانشینی برای خود انتخاب کند، از دنیا رفت و پنج روز بعد خبر مرگش به اصفهان رسید. خواجه‌های دربار برای جانشینی تصمیم‌گیری کردند و بیشتر آن‌ها حمزه میرزای هفت ساله را به سام میرزا ترجیح دادند چرا که می‌توانستند به واسطه او حکومت را اداره کنند اما خواجه مسئول حمزه میرزا از سام میرزا حمایت کرد و او به سلطنت رسید.

## آغاز پادشاهی

### سلطنت (دوره اول)
در روز شنبه ۱۰ مهر ۱۰۴۵ خورشیدی سام میرزا به عنوان شاه صفی دوم در تالار طویله تاج‌گذاری کرد و این مراسم در هنگام عصر برگزار شد و شیخ‌الاسلام اصفهان محمد باقر سبزواری مسئولیت اجرای آن را بر عهده داشت. به شاه جوان ۳۰۰ سرباز ازبک هدیه داده شد و شاه به آن‌ها پاداش می‌داد. وی همچنین به ۳۰۰ نفر از کسانی که در شرکت در ارتش عثمانی خودداری کرده بودند پاداش داد. در همان روز همه مسئولیت‌های اداری تأیید شدند و نام شاه عباس دوم از سکه‌ها پاک شد و سکه‌های جدید به نام صفی دوم ضرب شدند. شهر اصفهان به حالت عادی خود بازگشت. ماتیو مورخ می‌گوید: مغازه‌ها باز شدند و به کار خود ادامه دادند گویی که هیچ اتفاقی نیفتاده است و کسانی که از ترس جنگ و غارت مغازه‌های خود را بسته بودند به حالت عادی بازگشتند.

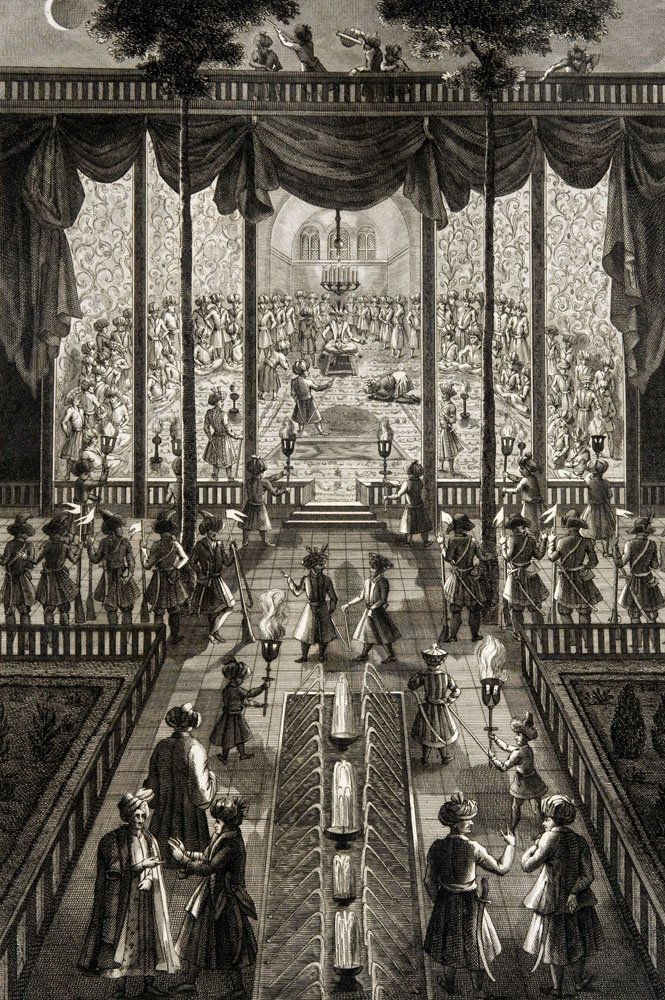
مراسم تاج‌گذاری اول با نام شاه صفی دوم در تالار طویله سال ۱۶۶۶ میلادی اثر انگلبرت کمپفر.

در سال‌های نخست سلطنت صفی دوم اوضاع کشور به شدت رو به آشفتگی گذاشت. نان نایاب و ارزاق عمومی گران شدند. قبایل شرق دریای خزر سر به شورش نهادند از جمله قزاق‌ها که از طریق دریا به ایران حمله کردند و ضمن کشتار مردم و اشغال بخشی از کشور، کاخ فرح‌آباد را به آتش کشیدند. زمین‌لرزه‌ای بسیار مهیب در آذربایجان و ارمنستان رخ داد و ۸۰ هزار نفر کشته و خسارات و ویرانی‌های بسیار برجای گذاشت. پس از این نابسامانی‌ها، شاه نیز بر اثر بیماری نقرس و مصرف زیاد مشروبات الکلی روز به روز بیمارتر می‌شد و پزشکان شاه و وزیران برای آن که از خود سلب مسئولیت کنند مدعی شدند که منجم باشی در محاسبه ساعت سعد برای تاج‌گذاری اشتباه کرده است. درنهایت بنا بر آن شد که مراسم تاج‌گذاری تکرار شود و شاه با نام جدید دوباره تاج‌گذاری کند انگار که شاه جدیدی بر تخت نشسته است و دوباره سکه ضرب کنند و دوباره مهرهای سلطنتی را بسازند. از این رو، در مارس ۱۶۶۸ میلادی، در ساعت ۹ صبح و هم‌زمان با فرارسیدن نوروز، دومین مراسم تاج‌گذاری برای شاه در کاخ چهل‌ستون برگزار شد.
پیش از برگزاری مراسم رسمی تاج‌گذاری شاه صفی دوم، آیینی غیرمتعارف برگزار شد که بنا بر روایت ژان باپتیست تاورنیه، جهانگرد فرانسوی سدهٔ هفدهم که خود شاهد آن بوده است، در نوع خود منحصر به‌فرد به‌شمار می‌آید. در این آیین، فردی زرتشتی که گفته می‌شد از نوادگان شاهان کهن ایران است، بر تخت سلطنت نشانده شد و پشت او به تندیسی چوبی بسته شد. حاضران در مراسم تا حدود یک ساعت پیش از غروب آفتاب، یعنی زمان آغاز تاج‌گذاری رسمی، به او ادای احترام می‌کردند. در این لحظه، یکی از مقامات از پشت سر به تندیس نزدیک شده و سر آن را برید. در پی این اقدام، زرتشتی مذکور گریخت و صفی دوم وارد مجلس شد. سپس کلاه سنتی صفوی بر سر او نهاده شد و کمربند شمشیر به کمر او بسته شد. از آن پس، وی با عنوان کامل «ابوالظفر ابوالمنصور شاه سلیمان صفوی موسوی بهادر خان» شناخته شد. نام «سلیمان» در این عنوان، اشاره‌ای نمادین به شاه سلیمان دارد.
پس از تاج‌گذاری، مُهرهای سلطنتی و سکه‌های جدیدی با نام سلیمان یکم ضرب شد و در کمتر از بیست و چهار ساعت، حجم قابل توجهی از این سکه‌ها به گردش درآمد. هم‌زمان با این رویداد، ستاره‌ دنباله‌داری در آسمان ظاهر شد که در نظر بسیاری از شاهدان، نشانه‌ای نیک‌فال و مبارک برای آغاز سلطنت جدید تلقی گردید.

### سلطنت (دوره دوم)

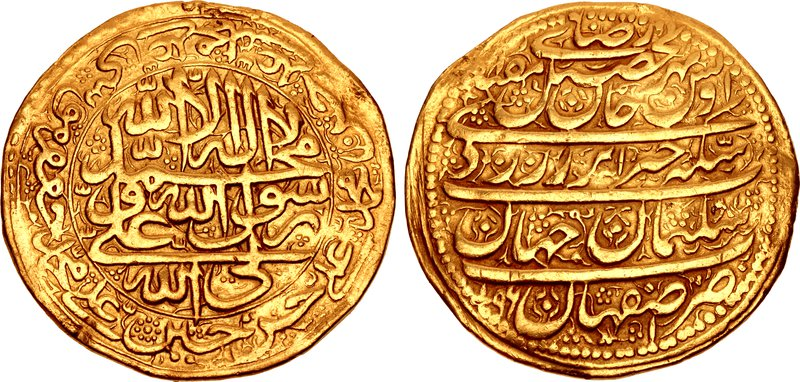
سکه اشرفی شاه سلیمان یکم ضرب اصفهان۱۰۹۶ قمری.

شاه با نام جدید سلیمان در تاریخ شنبه ۱ فروردین ۱۰۴۷ (۲۰ مارس ۱۶۶۸) در کاخ چهل‌ستون مجدداً تاجگذاری کرد. اتفاقاً پس از آن وی با اراده بیشتری به اداره مملکت پرداخت و توانست غذا و مشروب خود را نیز کنترل کند در نتیجه پس از تاجگذاری مجدد بیماری شاه رو به بهبود نهاد و اوضاع کشور نیز کم‌کم به سامان شد. اما شاه اداره مملکت را به ویزر اعظم شیخعلی خان زنگنه و گروهی از خواجه‌های حرم‌سرا واگذار کرد. و این افراد قدرتمند شدند. رشوه در امپراتوری امری عادی شد و نظم و انضباط در ارتش بهم خورد. هر ماه برای تأمین مخارج دربار مالیات‌های مردم افزایش یافت و این به چالشی بزرگ برای توسعه کشاورزی و افزایش فقر منجر شد. به همین دلیل مردم اصفهان چندین بار شورش کردند. در سال ۱۶۷۲ شاه محمد بیگ که قبلاً وزیر بود به سمت وزارت رساند و او را از تبریز به اصفهان فرا خواند. محمد بیگ این سمت را پذیرفت اما در راه اصفهان فوت شد که به گفته ژان شاردن شیخ‌علی خان زنگنه برای حفظ موقعیت خویش او را مسموم کرده بود.

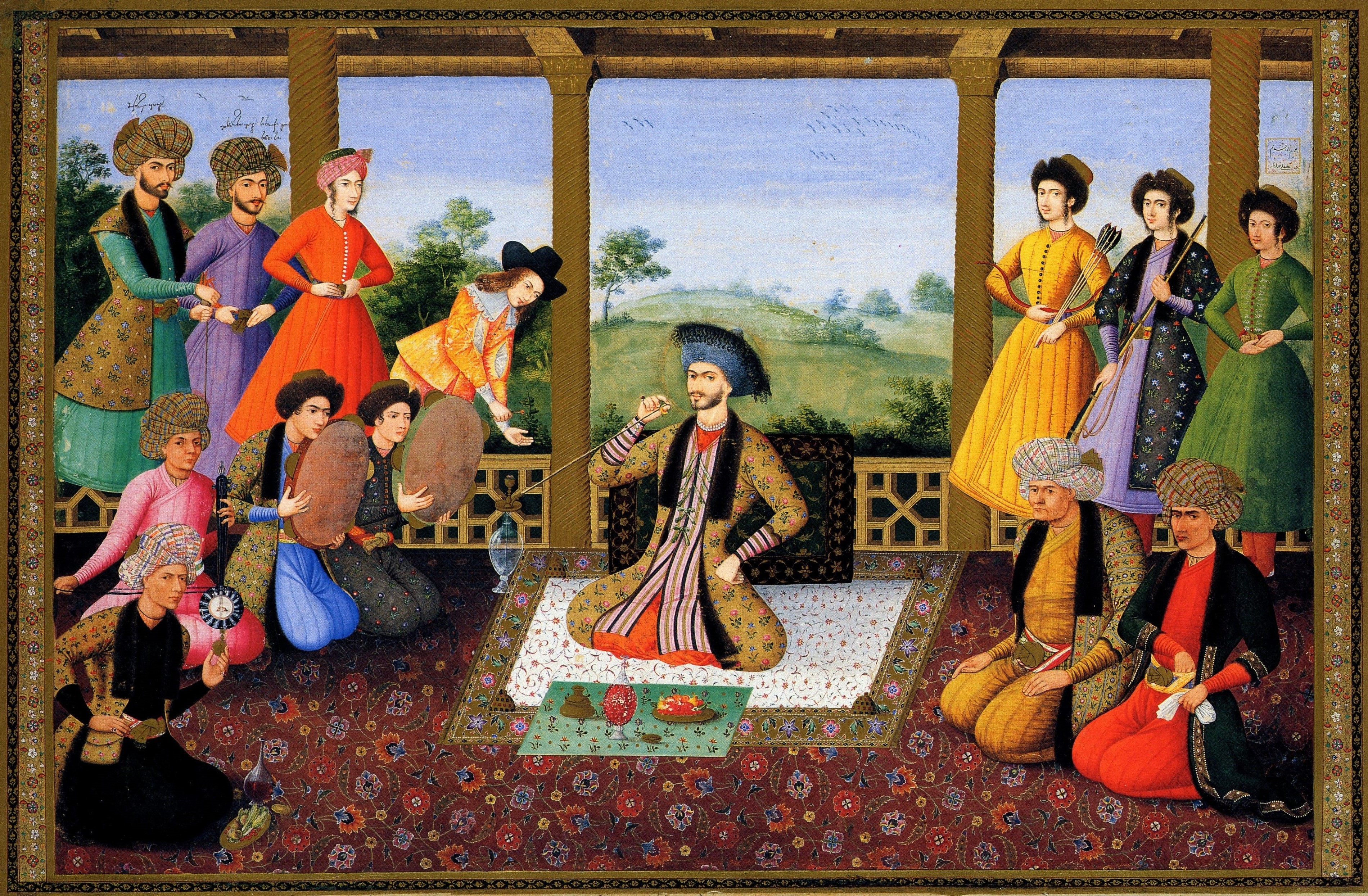
مجلس بزمی با حضور شاه سلیمان یکم اثر علیقلی جبادار.

در سال ۱۶۷۶ شاه گرگین‌خان گرجی را فرماندار کارتلی قرار داد. در سال ۱۶۸۸ گرگین خان علیه شاه سلیمان قیام کرد و از امپراتوری عثمانی برای حمایت از خود در خواست کمک کرد اما در خواستش بی ثمر بود و در نهایت شاه سلیمان هراکلیوس اول را به حکومت کارتلی منصوب کرد و گرگین خان مجبور به فرار شد. شاه همچنین برای تأمین کنترل کارتلی در دست ایران به عنوان دستیار در منطقه منصوب کرد. تا سال ۱۶۷۰ گرجی‌ها قسمت بزرگی از ارتش صفوی را شامل می‌شدند (تا ۴۰ هزار نفر) با این حال قزلباش همواره نقش مهمی در دستگاه حکومت صفوی داشتند با اینکه اکثر ارتش صفوی را گرجی‌ها تشکیل می‌دادند اما قزلباش سمت‌های مهم‌تری نسبت به آن‌ها در ارتش داشتند.

## سیاست خارجی

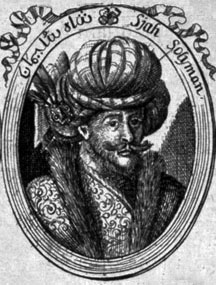
نگاره‌ای از شاه سلیمان اثر انگلبرت کمپفر.

### روابط با روس‌ها
در سال۱۶۶۴ م چند نمایده و تاجر از روسیه به دربار آمدند. در ازای ۵ هزار تومان پیشکش به شاه امتیاز تجارت دریافت کردند و فقط ۸۰ هزار تومان پوست خز و سمور در اصفهان فروختند

### روابط با عثمانی‌ها
پس از آن که ارتش عثمانی در نبرد وین در سال ۱۶۸۳ شکست خورد از لحاظ سیاسی و نظامی ضعیف شد. شاه سلیمان هیچ تلاشی برای سوءاستفاده از این وضعیت و حمله به عثمانی انجام نداد. او حتی پیشنهاد کشورهای اروپایی را برای ایجاد ائتلاف علیه امپراتوری عثمانی رد کرد. در سال ۱۶۸۸ سلیمان دوم دستور حمله به سلیمانیه را برای پس‌گیری صادر کرد اما رستم خان آن‌ها را شکست داد و زمانی که احمد دوم به سلطنت رسید دولت صفوی هیاتی را برای تبریک به عثمانی فرستاد.

### روابط با اروپایی‌ها
در زمان سلطنت شاه سلیمان برخی کشورهای اروپایی سفیرهایی را به دربار صفویان رساندند و سفارتخانه ایجاد کردند. هدف از ایجاد این سفارتخانه‌ها ایجاد روابط تجاری و امضای توافق‌نامه‌ها بود که در این میان هلندی‌ها و انگلیسی‌ها برای به دست آوردن امتیازات تجاری تلاش زیادی کردند، در دوره‌های بعدی آلمانی‌ها و فرانسوی‌ها فعال شدند و در بسیاری از موارد رقابت بین سفارت‌ها ایجاد شد و برای به دست آوردن امتیازان در کاخ صفوی باهم سخت رقابت کردند. همچنین شاه سلیمان از ویلیام سوم پادشاه انگلستان در خواست فرستادن صنعتگران ماهر به ایران را کرده بود.

### روابط با دانمارکی‌ها
در سال ۱۶۸۷ شرکت کمپانی هند شرقی دانمارک یک کشتی تجاری بنگال گرفت و آن را به بندر تهرنگامبدی مستعمره دانمارک در هند فرستاد. این کشتی در حال حمل کالاهای ارمنی‌های ایران از ناحیه جلفا نو اصفهان بود که توسط دانمارکی‌ها گرفته شد و آن را به پایتخت خود در کپنهاگ فرستادند. در سال ۱۶۹۱ دولت صفوی هیاتی را برای پس گرفتن کشتی به دانمارک فرستاد و سفیر ایران نامه شاه سلیمان را به کریستین پنجم پادشاه دانمارک داد که شامل کالاها و نام تجار ارمنی بود اما به دلیل اینکه اتفاق در زمان کریستیان سوم رخ داده بود دیپلمات صفوی کاری از پیش نبرد و بدون نتیجه بازگشت.

### روابط با سوئدی‌ها
دربار شاه سلیمان با پیشنهاد کارل یازدهم پادشاه سوئد برای ساخت کشتی در دریای خزر جهت مقابله با راهزنی قزاق‌ها و توفان‌های دریا در ازای قرارداد نظامی و جنگی علیه عثمانی روبرو شد. فابریتیوس سفیر سوئد بیان داشت می‌خواهد به شمال برود، تا ضمن بررسی سواحل خزر و درختان آن نواحی، مقدمات کار را فراهم کند اما این تدابیر برای بهبود نیروی دریایی ایران نتیجه نداد، زیرا شاه سلیمان به تداوم صلح ذهاب می‌اندیشید. شیخعلی خان زنگنه صدراعظم هم در جواب سوئدی‌ها و هم در جواب نماینده روسیه و آلمان گفت: درست است که عثمانی ضعیف شده است ولی آغاز جنگ با عثمانی مانند باز کردن در کندوی زنبورها است و احتمال نیش زنبور زیاد می‌شود.

### پیشنهاد اتحاد علیه عثمانی

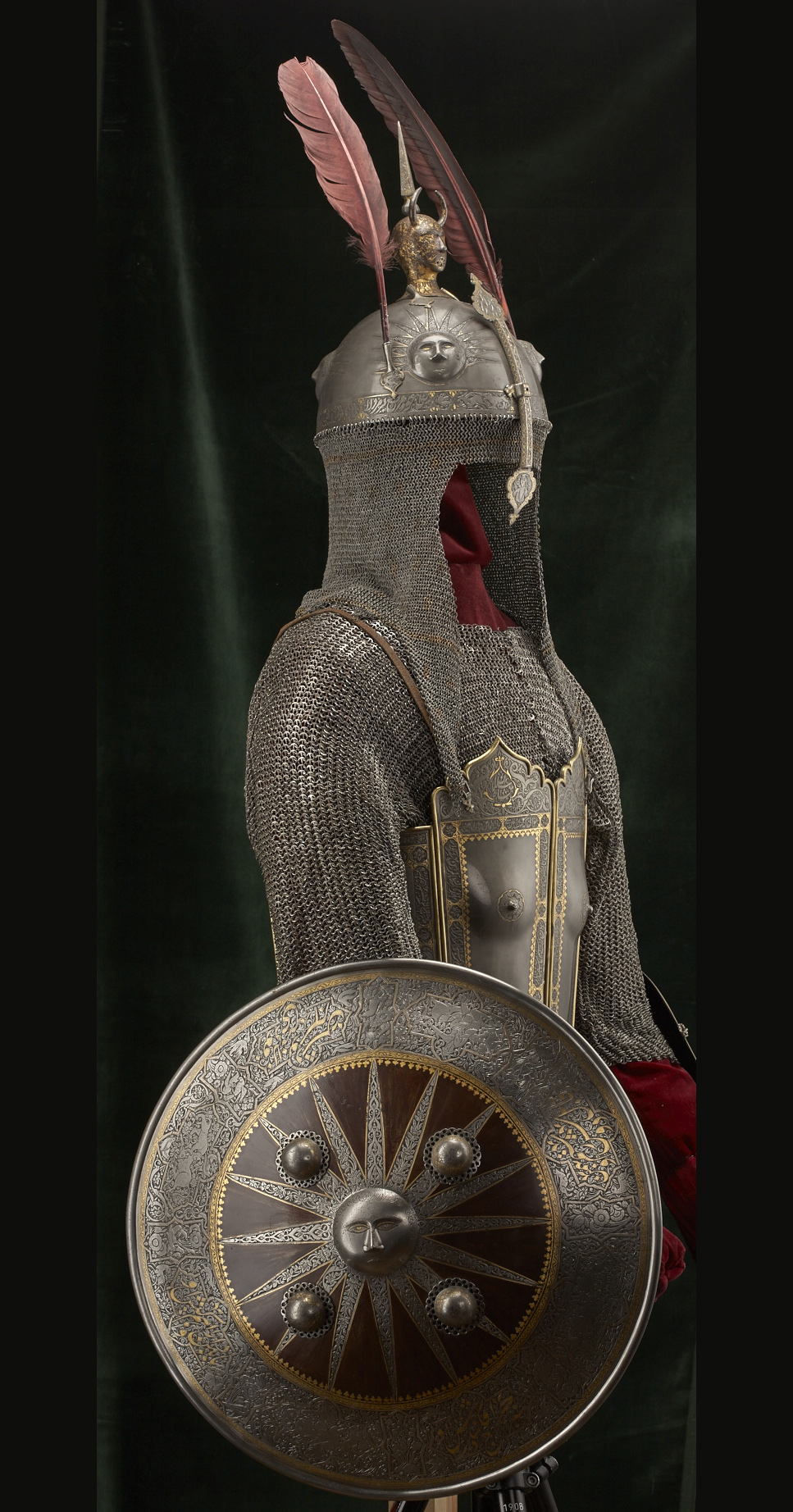
زره شاه سلیمان در موزه ملی کراکف.

در سال ۱۶۷۱ طوایف قزاق اوکراین که اتباع پادشاه لهستان بودند به دربار عثمانی پناهنده شدند و از سلطان آن کشور تقاضای مساعدت کردند. سلطان محمد چهارم نیز فرصت را غنیمت شمرد و سال بعد قشون عظیمی تحت فرماندهی قره‌مصطفی پاشا را مأمور حمله به لهستان و اتریش کرد سپاه عثمانی توانست ایالت پالودی را از لهستانی‌ها بگیرد و تا قلب اروپا پیشروی نموده در ژوئیه ۱۶۸۳ وین را محاصره کند و کشورهای اروپایی را در وضع سخت و مخاطره آمیزی قرار دهد. در سال ۱۶۷۵ (۱۰۸۶ قمری) که بحبوحه جنگ بین عثمانی و دول اروپایی بود سفیرانی از جانب لئوپولد یکم امپراتور اتریش، ژان سوم سوبیسکی پادشاه لهستان و آلکسی یکم تزار روسیه به دربار ایران آمدند. اسقف داربانل سفیر اتریش حامل نامه‌ای از امپراتور خود برای پادشاه ایران بود که طی آن تقاضای اتحاد بین دو کشور علیه دولت عثمانی و تجدید جنگ در جبهه شرقی را کرده بود. شاه سلیمان که مانند پدر و جدش اهمیت و احترام زیادی به رعایت عهدنامه قصر شیرین می‌گذاشت حاضر به قبول این پیشنهاد نشد و شیخ علی خان زنگنه صدر اعظم به سفیر اتریش پاسخ داد پاشاه ایران علاقه‌ای به اتحاد با امپراتور را ندارد زیرا با دولت عثمانی در حال صلح و صفا به سر می‌برد و چون شاه به سلطان عثمانی قول داده که صلح بین دو کشور برقرار باشد به قول خود وفادار خواهد بود. زوراویچ سفیر لهستان اظهار می‌داشت موقع برای پس گرفتن بغداد و بصره و ارزروم مناسب است و سفیر روسیه هم عقیده داشت چون سلطان عثمانی سخت گرفتار دشمنان عیسوی خود در اروپا شده است لذا به آسانی می‌توان دولت او را منقرض نمود. پس بهتر است دولت ایران هم در این ائتلاف شرکت کند تا از غنائم پیروزی سهمی ببرد. شیخ علی خان به وی پاسخ داد دولت ایران بی‌میل نیست که دولت عثمانی شکست خورده و ناتوان شود ولی میل ندارد آن دولت یکباره منقرض شود زیرا هر چه باشد هم دین ایران بوده و در برابر اروپا سپر بلا به‌شمار می‌رود. سفیران سه‌گانه در آخرین باری که به حضور شاه سلیمان رسیدند یکبار دیگر تقاضاهای خود را تکرار کردند ولی شاه به آنان جواب داد: «روزی که ما با عثمانی‌ها می‌جنگیدیم استمداد ما را اجابت نکردید. اکنون که ما با آن دولت صلح کرده‌ایم دیگر گفتگو در این باره ثمری ندارد هر وقت شما شهرهایی را که عثمانی‌ها گرفته‌اند پس گرفتید نوبت بغداد و بصره و ارزروم هم خواهد رسید اما فعلاً ما چوب در لانه زنبور نمی‌کنیم زیرا اگر ما با سلطان عثمانی وارد جنگ شویم ازبک‌ها و تاتارها و مغول‌ها هم به سبب وحدت مذهبی که با آنان دارند به کشور ما خواهند تاخت». سفرای سه‌گانه مأیوس به کشورهای خود بازگشتند و این بار پاپ اینوسنت یازدهم در سال ۱۶۸۱ سفیری به نام سباستیان کناب به دربار اصفهان فرستاد و طی نامه‌ای از پادشاه ایران تقاضا وحتی استدعا کرد که با دول مسیحی همداستان شده و از جانب مشرق به خاک عثمانی حمله نماید. شاه سلیمان به سفیر پاپ پاسخ داد: «همان‌طور که به پادشاهان اروپایی اعلام شده چون از دیر باز سلاطین عثمانی و پادشاهان صفوی با یکدیگر در حال صلح به سر می‌برند و در این مدت متمادی از جانب ترکان عملی منافی صلح دیده نشده است لذا علتی برای جنگ با آن دولت نمی‌بیند». سفیر پاپ پس از دریافت این جواب ایران را ترک گفت. دو سال پس از این ماجرا یعنی در ۱۲ سپتامبر ۱۶۸۱ ارتش‌های لهستان و اتریش و آلمان به فرماندهی ژان سوبیسکی پادشاه لهستان موفق شدند عثمانی‌ها را شکست داده و وین را از محاصره نجات دهند در اوت ۱۶۸۷ نیروهای متفق با مساعدت ارتش و نیز حمله بزرگی به صربستان نموده ایالت بوسنی را پس گرفتند. دولت عثمانی این بار در مقابل قدرت متفقین اروپایی پیشنهاد صلح کرد و به موجب پیمان کارلویتس مورخ ۲۶ ژانویه ۱۶۹۹ مجارستان و ترانسیلوانی به اتریش ایالت پالودی به لهستان و موره و دالماسی به ونیز تعلق گرفت و به این ترتیب عثمانی‌ها قسمت مهمی از متصرفات اروپایی خود را از دست دادند ولی زمامداران ایران به علت محافظه کاری بی‌اندازه خود نتوانستند در این پیروزی سهیم گردند.

## ظاهر و شخصیت

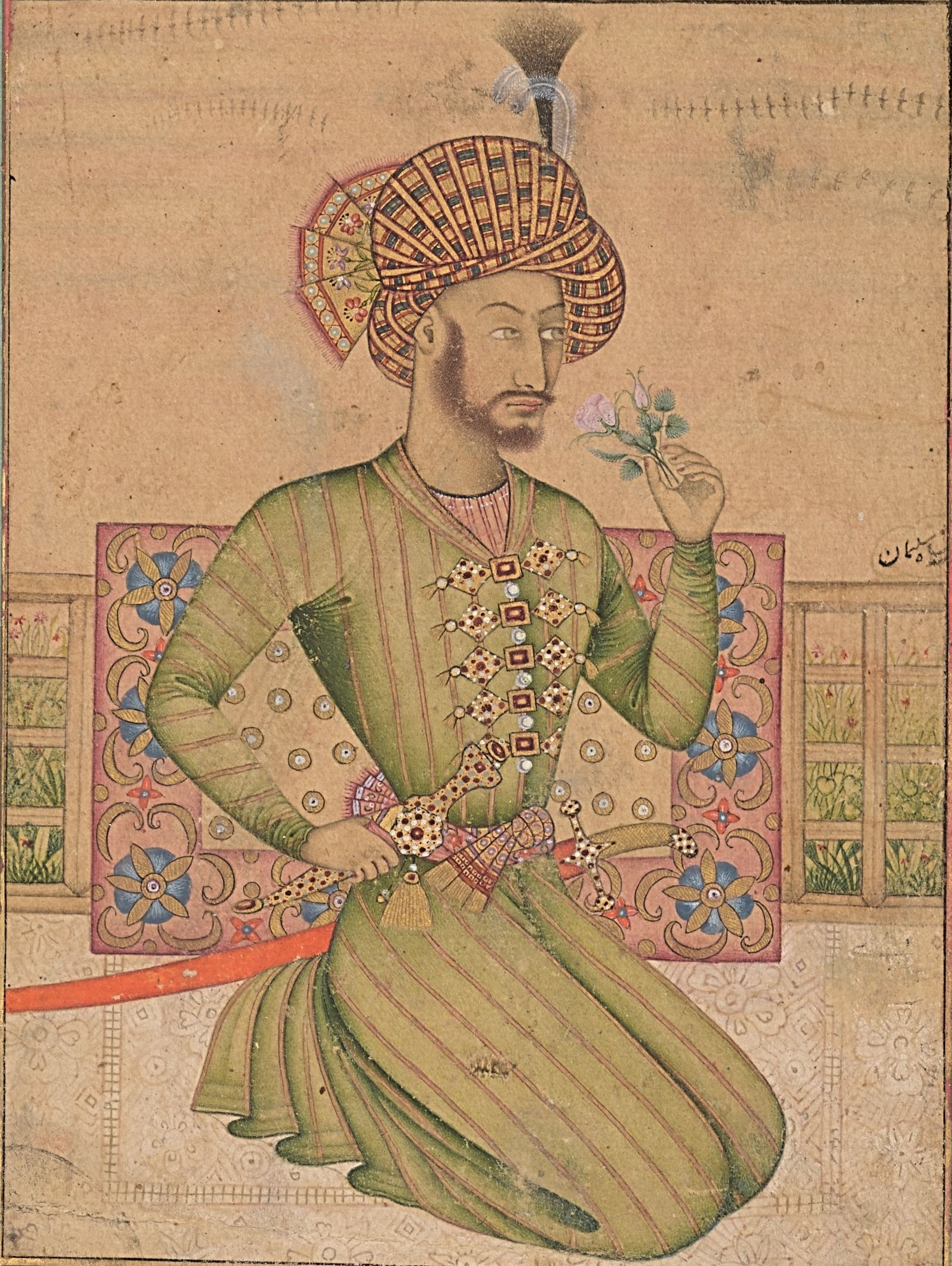
نگاره‌ای از شاه سلیمان اثر شیخ عباسی.

ژان شاردن، در توصیف چهره شاه سلیمان می‌گوید: شاه دارای قدی بلند و بدنی ظریف بود. موهای بور و ریش‌های سیاه رنگی داشت و چشمانش آبی رنگ بود. شاه داری پوستی سفید مایل به زرد و رنگ پریده بوده که در تصاویر باقی مانده از او آشکار است. نیکلاس سانسون دربارهٔ او می‌گوید: بدنی قوی و قدی بلند دارد چشمانش درشت و آبی رنگ است و بینی‌اش عقابی است. او فردی مهربان است.
کمپفر دربارهٔ شاه می‌گوید: هیکل و رفتار او نجیبانه است، سلیمان دارای قد متوسط، استخوان‌بندی ظریفی است. در کودکی صورت گردی داشته، اما اکنون چهره‌اش باریک و لاغر شده است. پوست پریده‌رنگ او بسیار ظریف و روشن است. پیشانی بلند او باز به نظر می‌رسد، سلیمان از مادر چرکسی خود چشم‌های درشتی به ارث برده که با آنها با حرارت و دوستانه نگاه می‌کند. بینی‌اش ظریف، لبانی پر، ابروانی کم پشت اما صاف و یک ریش رنگ‌کرده نوک‌تیز دارد. آهسته صحبت می‌کند اما دارای صدایی مردانه است. او سر را همیشه بالا نگاه داشته و با وقار راه می‌رود، آهسته اسب می‌راند و اغلب حین اسب‌سواری به اطراف نگاه کرده و مردم را از نظر می‌گذراند. او به زنان بسیار علاقه‌مند است و بسیار شراب می‌نوشد. او با کسانی که مرتکب اشتباه می‌شوند با مهربانی برخورد می‌کند همچنین می‌گوید که شاه فردی فداکار است و هرگز نماز خود را ترک نمی‌کند. او به مجالس و اعیاد مذهبی اهمیت می‌دهد. او صبح زود قبل از طلوع آفتاب به مسجد می‌رود زیرا او یک مسلمان واقعی است.

## مرگ، جانشینی و آرامگاه

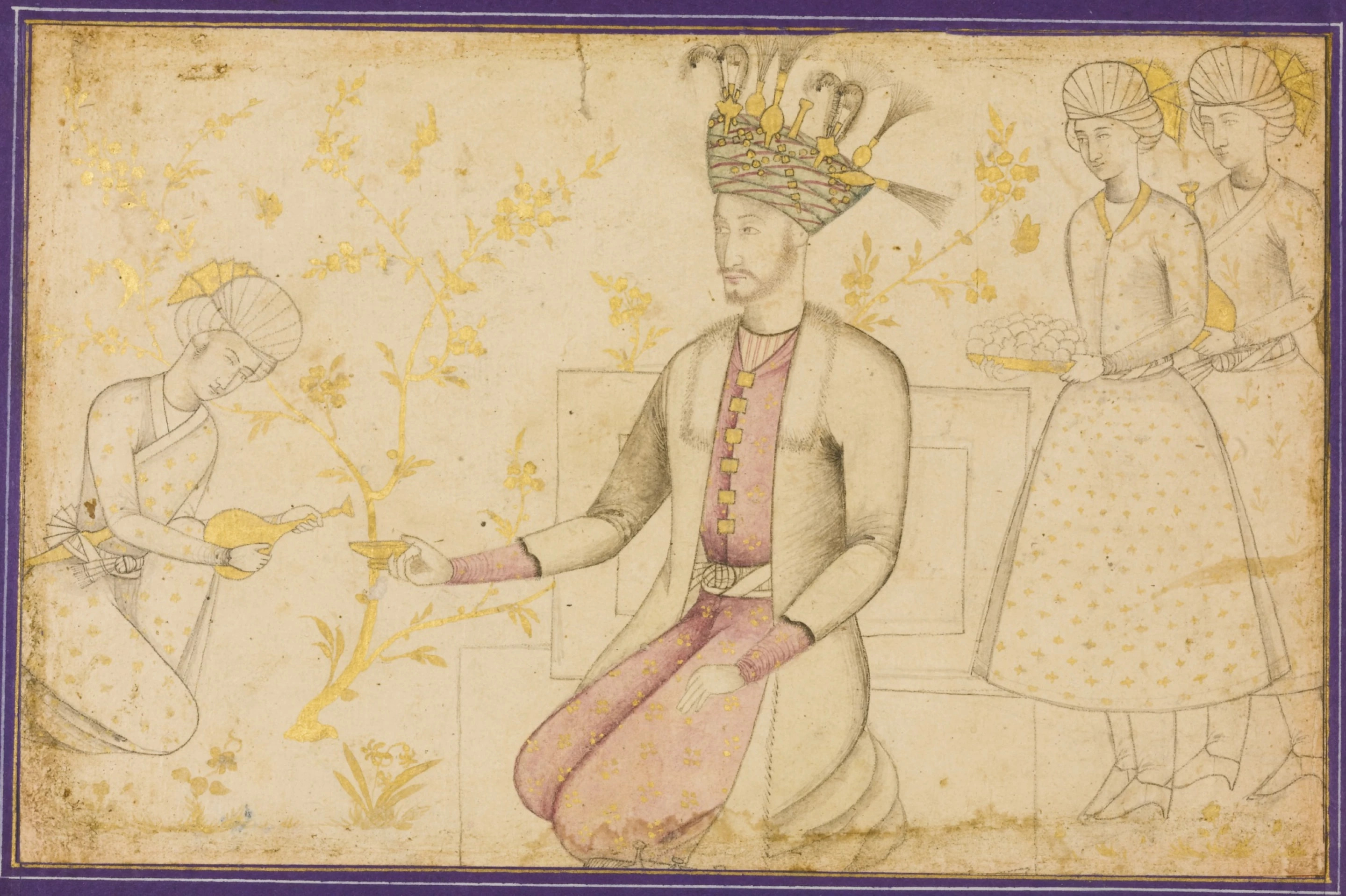
نگاره‌ای از شاه سلیمان احتمالاً اثر علیقلی جبادار.

### درگذشت
شاه سلیمان هفت سال آخر سلطنت را از اندرون بیرون نیامد و خانه‌نشین شد و اکثر اوقات مشغول به شراب خواری و عیاشی بود، او جمعی از امرا و ارکان دولت را به قتل رساند به این خیال که چون مدتی است که در اندرون است و بیرون نمی‌آید مبادا یکی از شاهزاده‌ها را به سلطنت برسانند، افرادی که سال‌ها خدمت کرده بودند و تربیت یافته بودند بی جهت کشته شدند و این باعث شد که در دوران پسرش شاه سلطان حسین امور سلطنت و مملکت به دست افراد جاهل، بی‌تدبیر و بی تجربه افتاد. بعد از فوت شاه سلیمان هیچ‌کس از محرمان، خواجه سرایان و خدمه جرئت نمی‌کردند که نزدیک جنازه بروند تا مشخص شود او فوت شده یا غش کرده است، در آخر بعد از سه روز مریم بیگم عمه‌اش بر سر بالین او رفته و وفات شاه را اعلام کرد. شاه سلیمان به علت بیماری نقرس یا نوشیدن زیاد در پنجشنبه ۸ مرداد ۱۰۷۳ هـ. ش (۲۹ ژوئیه ۱۶۹۴، ۶ ذی الحجه ۱۱۰۵) در اصفهان درگذشت و در قم به خاک سپرده شد. او پیش از مرگ به خواجگان حرم‌سرا گفت میان دو پسرش حسین میرزا و عباس میرزا یکی را انتخاب کنند. شاه گفته بود اگر شاهی مهربان می‌خواهید که در صلح و آرامش باشید حسین میرزا و اگر شاهی قدرتمند و جنگجو می‌خواهید عباس میرزا را به سلطنت برسانید. بعد از مرگش خواجگان حسین میرزا را به سلطنت رساندند.

### آرامگاه
جسد شاه سلیمان در حرم معصومه، در آرامگاه مخصوصی که در زمان حیات خود در جنب مقبره شاه عباس دوم بنا کرده بود، دفن شد. نقشه این آرامگاه مستطیل شکل و ازاره‌هایی از جنس مرمر و با طرح گل و بوته و بالای آن یک کمربندی که به خط برجستهٔ ثلث در زمینهٔ لاجوردی گچبری شده به خط ابوطالب خطیب قمی، که شامل سورهٔ حشر بود و تاریخ ۱۱۰۷ قمری در آن ذکر شده بود، قرار داشت. ازاره‌های آرامگاه و کتیبه کمربندی آن امروزه در موزه حرم نگهداری می‌شود. قبر شاه سلیمان در وسط بنا قرار داشت. شاه سلطان حسین نیز پس از اینکه به دستور اشرف افغان به قتل رسید در شاه نشین شرقی بنا به خاک سپرده شد. روی قبر هر دو پادشاه صندوقی حاوی صفحات مسی و مزین به کتیبه قرار داشته که هردو صندوق امروزه مفقود شده است. امروزه این آرامگاه در مسجد طباطبایی قرار گرفته و قبر دو پادشاه با سطح مسجد مساوی است.

## ساخت و سازها
یکی از بناهایی که در زمان شاه سلیمان ساخته شد کاخ هشت‌بهشت که در سال ۱۶۷۹ در باغ بلبل بنا شد. شاردن کاخ و باغ اطرافش را با ویژگی‌های بسیار خوب توصیف کرده است. او معتقد است که این کاخ یکی از شاهکارهای زمان خود است. کاخ دارای دو طبقه است و به گفته برخی تاریخ‌دانان این کاخ نشیمن هشت سوگلی حرم شاه سلیمان بوده است، که چهار نفر در طبقه همکف و چهار نفر دیگر در طبقه دوم سکنی گزیده بودند. کاخ داری تزئینات بسیار زیبا و مجلل است و بسیاری از سیاحان این کاخ را زیباتر از کاخ‌های اروپایی توصیف کرده‌اند.
شاه همچنین در سال ۱۶۸۰ دستور ساخت مسجد لنبان را صادر کرد. این مسجد روی خرابه‌های مسجد قدیمی که در محله لنبان اصفهان بود ساخته شد. همچنین بعد از مرگ میرزا رفیعا نائینی در سال ۱۶۸۱ برای وی به فرمان شاه مقبره‌ای ساخته شد و بعد از مرگ آقا حسین خوانساری نیز به فرمان شاه برایش آرامگاه زیبایی ساخته شد جایی که بعداً فرزندان و نوادگان وی نیز در آن دفن شدند
مدرسه میرزا حسین از جمله دیگر سازه‌هایی بود که به فرمان شاه سلیمان ساخته شد. کاروانسرای شیخ علی خان زنگنه از دیگر بناهای دوران سلطنت شاه سلیمان است که به فرمان وزیر اعظم او ساخته شد. حرم امام رضا که بر اثر زلزله تخریب شده بود در سال ۱۶۷۶ به فرمان شاه سلیمان بازسازی شد همچنین در ضلع غربی تخت فولاد مقبره‌هایی برای اشخاص مهم همچون صائب تبریزی ساخته شد.

## خانواده
به روایت ابوالحسن قزوینی: گفته شده که شاه سلیمان پسری به نام صفی‌میرزا داشت، روزی که شاه سلیمان از دربار به حرمسرا می‌رفت، صفی‌میرزا برای اینکه هنر و ضرب دست خود را به پدر نشان دهد، تیری در کمان گذاشت و پاشنه کفش شاه را هدف گرفت و از قضا تیر درست بر پاشنه کفش شاه نشست، شاه سلیمان که حیرت‌زده شده بود پس از آنکه معلوم شد که فرزندش این حرکت بی‌جا را کرده است، همان لحظه دستور داد صفی‌میرزا را در حوض خفه کنند. به روایت سانسون: خواجگان حرم به شاه افشا کردند که رابطه ساروخان قورچی باشی با عمه‌اش مریم بیگم به برکنار شدن شاه از تخت سلطنت منتهی می‌شده است زیرا آنها مصمم بودند پسر ارشد شاه را که جوانی بیست و دو ساله است به تخت سلطنت بنشانند. از خصوصیات و جزئیات این توطئه اطلاع صحیحی در دست نیست تنها چیزی که محقق می‌باشد این است که به این شاهزاده جوان مجال داده نشده است که بعد از پدر باقی بماند و جانشین او گردد. به گفته کروسینسکی: شاه سلیمان که از قتل پسرش پشیمان شده بود پسر دوم را احضار کرد ولی او که از قتل برادر و آن بی‌رحمی پدر متوحش بود، گوشه نشینی اختیار کرد و به حضور پدرش نمی‌آمد. روزی او وارد باغچه خاصه پدر شد و شروع به بریدن درخت میوه‌دار کرد. او می‌خواست پدرش را متوجه نادرستی عملش در کشتن فرزندش کند اما شاه سلیمان این عمل را به گونه‌ای دیگر تفسیر کرد و قورچی باشی را احضار کرد و بی‌درنگ فرمان قتل پسرش را داد که با وساطت قورچی‌باشی از این کار منصرف شد و شاه سلیمان به قورچی‌باشی سپرد که این راز را پنهان داشته و با هیچ‌کس این راز را در میان نگذارد ولی قورچی‌باشی مادر شاهزاده را مطلع کرد و گفت از این به بعد پسرش به رضای خاطر پدر رفتار کند، مادر شاهزاده که به شاه سلیمان اعتماد نداشت پسرش را وادار کرد که از دربار فرار کند و شاهزاده از دربار گریخت و ناپدید شد، شاه سلیمان از این اتفاق چنان خشمگین شد که قورچی‌باشی را به قتل رساند و مادر شاهزاده نیز از ترس، خود را از بالای قصر به زمین انداخت و جان باخت.
شاه سلیمان بارها ازدواج کرد از جمله ازدواج‌های وی با فتحیه خانم زنی چرکس تبار و هلن خانم دختر والی مسختی از گرجستان بود.
پسران
- سلطان صفی میرزا (به قتل رسید)[۱۹]
- سلطان حیدر میرزا (نامشخص)
- سلطان حسین میرزا (زاده ۱۶۷۰ – اعدام ۱۷۲۶)
- سلطان عباس میرزا (زاده ۱۶۷۳ – اعدام ۱۷۲۵)
- سلطان مرتضی میرزا (اعدام ۱۷۲۵)
- سلطان مصطفی میرزا (اعدام ۱۷۲۵)
- سلطان حمزه میرزا (اعدام ۱۷۲۵)
- سلطان ابراهیم میرزا (اعدام ۱۷۲۵)
- سلطان احمد میرزا (اعدام ۱۷۲۵)[۲۰]

دختران
- شهربانو بیگم، (درگذشته ۱۳ دسامبر ۱۷۳۸) با محمد داوود میرزا پسر عزشرف بیگم از نواده شاه عباس یکم ازدواج کرد. او یک پسر داشت:
  - شاه سلیمان دوم
- زبیده بیگم، او با میرزا سید حسن فرزند خلیفه سلطان و آغا بیگم دختر شاه عباس یکم ازدواج کرد.

## سکه‌ها

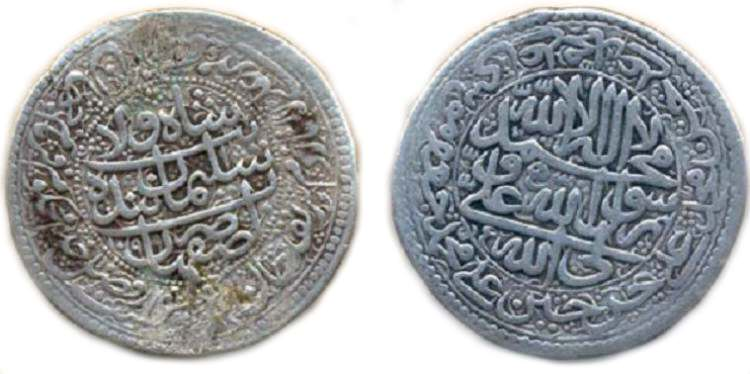
سکه شاه سلیمان یکم ضرب اصفهان۱۰۹۹ قمری

نوشته روی سکه‌های دوره اول سلطنت با نام شاه صفی دوم:
«از برای صرف زوار امام انس و جان / تازه از نام صفی شد سکه صاحبقرانی»
نوشته روی سکه‌های دوره دوم سلطنت با نام شاه سلیمان:
«بهر تحصیل رضای مقتدای انس و جان / سکه خیرات بر زر زد سلیمان جهان»
و روی سکه‌های دیگر نوشته «بنده شاه ولایت سلیمان» در مرکز آن و دور سکه شعر «سکه مهر علی تا زدم بر نقد جان / گشت از فضل خدا محکوم فرمان جهان» نوشته شده است.
پشت سکه‌ها نیز شعار شیعه و نام دوازده امام حک شده است.

## میراث
دوران پادشاهی شاه سلیمان اغلب به‌عنوان آغازی بر افول نهایی دولت صفوی در نظر گرفته می‌شود.  به‌گفته‌ی رودی مته، تاریخ‌نگار معاصر، سلیمان را می‌توان نمونه‌ای از آنچه هیو کندی، تاریخ‌نگار بریتانیایی، «غایب درونی» (internal absentee) می‌نامد، دانست؛ اصطلاحی که نخستین‌بار برای خلیفه عباسی، مقتدر (قرن دهم میلادی) به کار رفت. چنین فرمانروایی نه شناختی از حدود و محدودیت‌های منابع مالی دارد و نه دغدغه‌ای برای واقعیت‌های حکمرانی. سلیمان هیچ‌گاه به «بلوغ سیاسی» نرسید  و پادشاهی ضعیف و بی‌رحم تلقی می‌شد که بی‌توجهی و خوش‌گذرانی‌هایش، زوال حکومتش را تسریع کرد. جوناس هنوی، که چند دهه پس از سقوط اصفهان از ایران دیدار کرده بود، سلطنت سلیمان را «فاقد هرگونه ویژگی قابل‌توجه، جز تن‌آسایی برده‌وار و خشونتی وحشیانه و غیرانسانی» توصیف کرده‌است. مورخان امروزی تقریباً به‌اتفاق نظر، او را شاهی شکست‌خورده می‌دانند. تنها جنبه مثبت در شخصیت و سلطنت سلیمان، به باور هانس روبرت رومر، حمایت او از هنر و هنرمندان بود.
سلیمان از اصل سیاست (قدرت تنبیهی حاکم) که یکی از ارکان اصلی کشورداری بود، چشم‌پوشی کرد و عملاً زمام امور را به وزیر اعظم خود سپرد. هرچند پادشاهی منفعل لزوماً به معنای ناکارآمدی کامل نبود، به‌ویژه اگر وزیر توانمندی در کنار او حضور داشت و خود شاه نیز در مواقع بحرانی دخالت مؤثر می‌کرد. سلیمان وزیر قابلی چون شیخ علی‌خان را برگزید، اما به‌جای پشتیبانی کامل، او را مورد سوءرفتار قرار داد و عملاً به حاشیه راند. سلیمان نخستین شاه صفوی بود که هیچ‌گاه از پایتخت خارج نشد و فرماندهی ارتشی را بر عهده نگرفت. در چنین شرایطی، قدرت به‌تدریج در دست خواجه‌سرایان دربار، زنان حرم‌سرا و روحانیان بلندپایه شیعه متمرکز شد و امکان سیاست‌گذاری آینده‌نگر مبتنی بر درک واقع‌بینانه از چالش‌ها و فرصت‌ها از میان رفت.

## نگارخانه

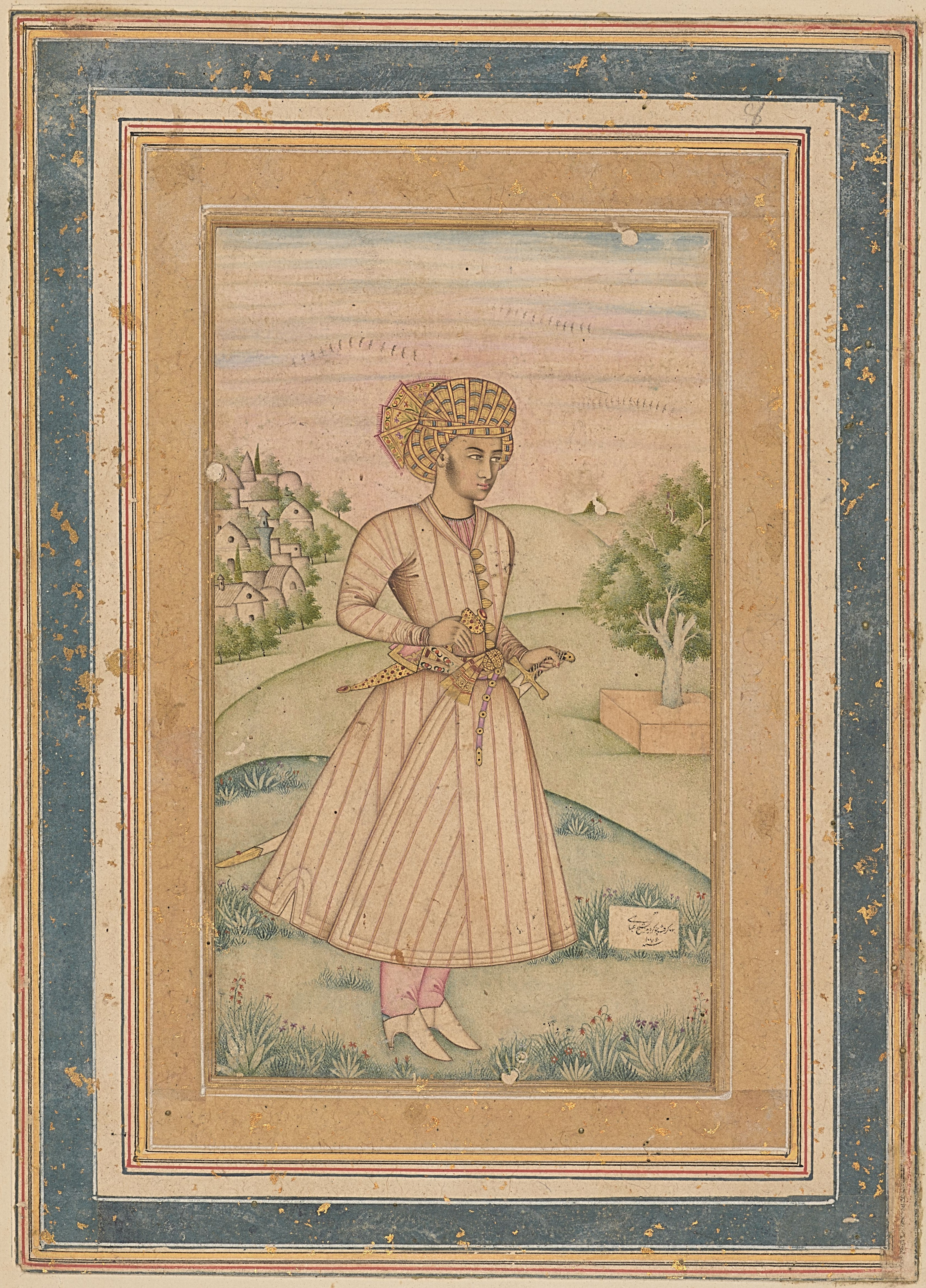
نگاره سام میرزا اثر شیخ عباسی سال ۱۰۷۶ قمری.
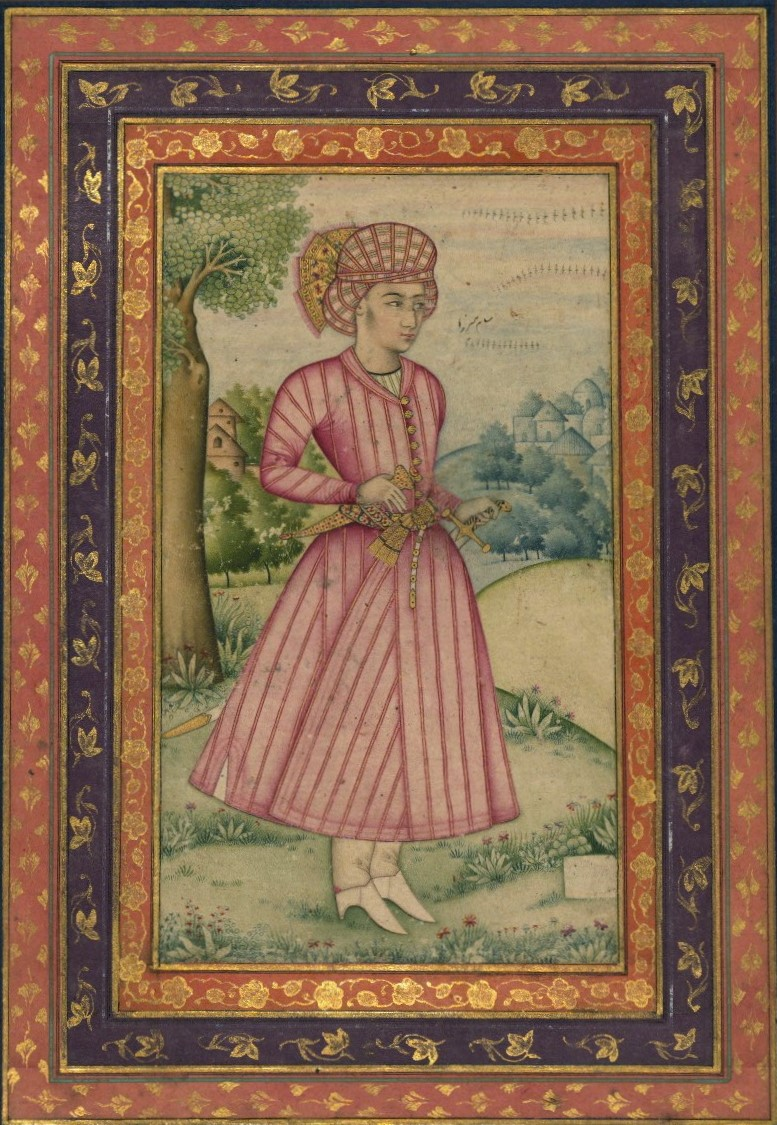
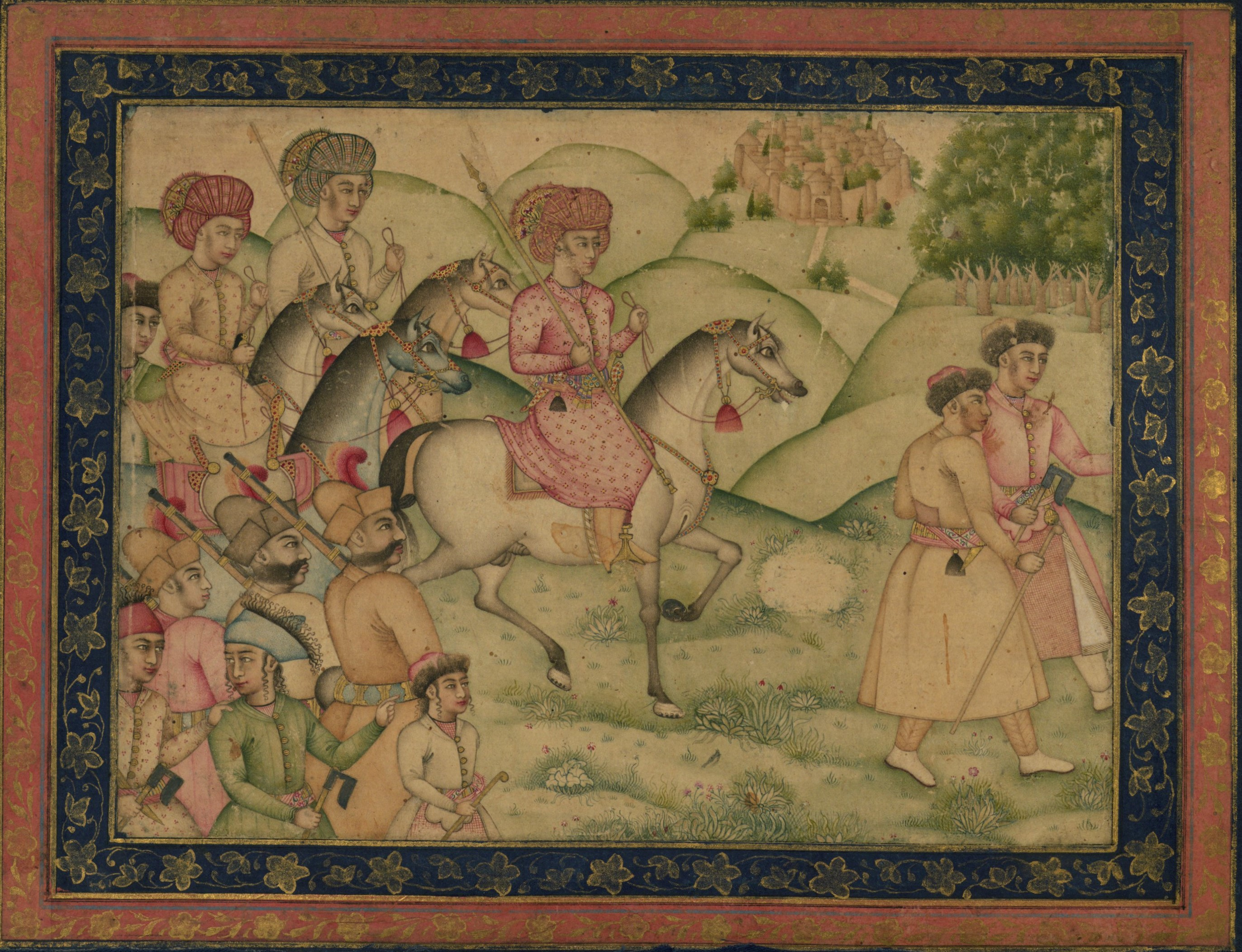
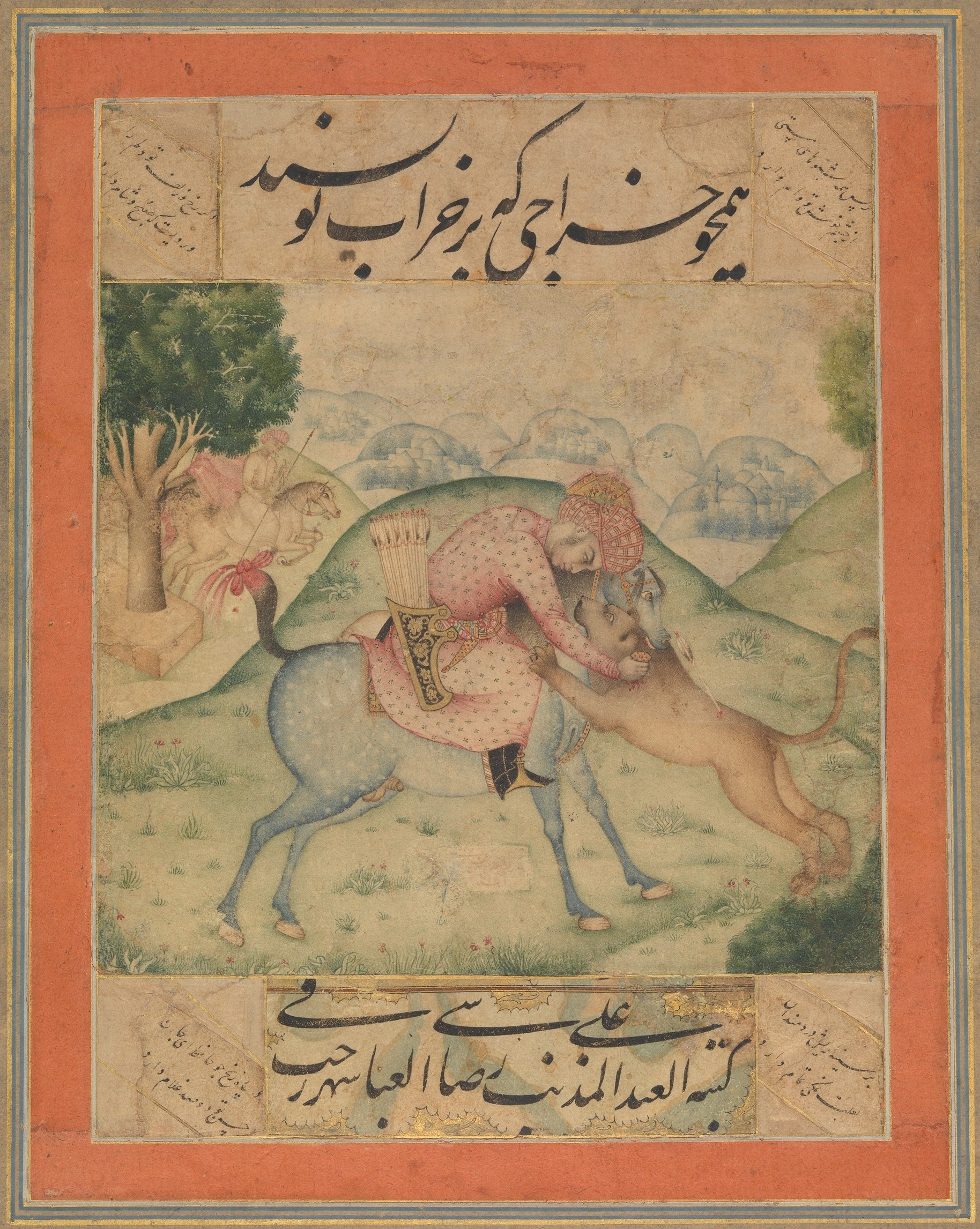
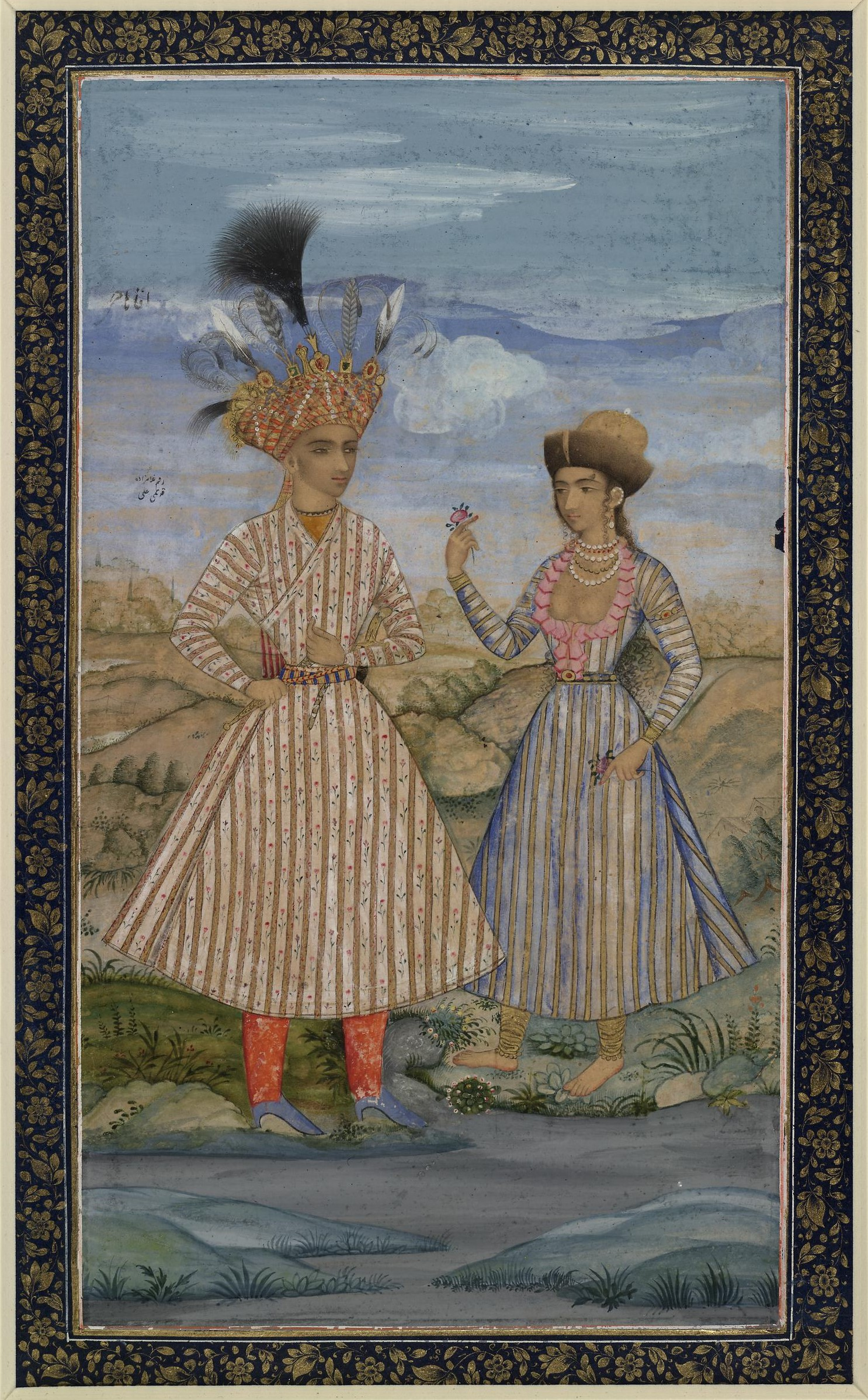
نگاره احتمالاً شاه سلیمان اثر علیقلی جبادار
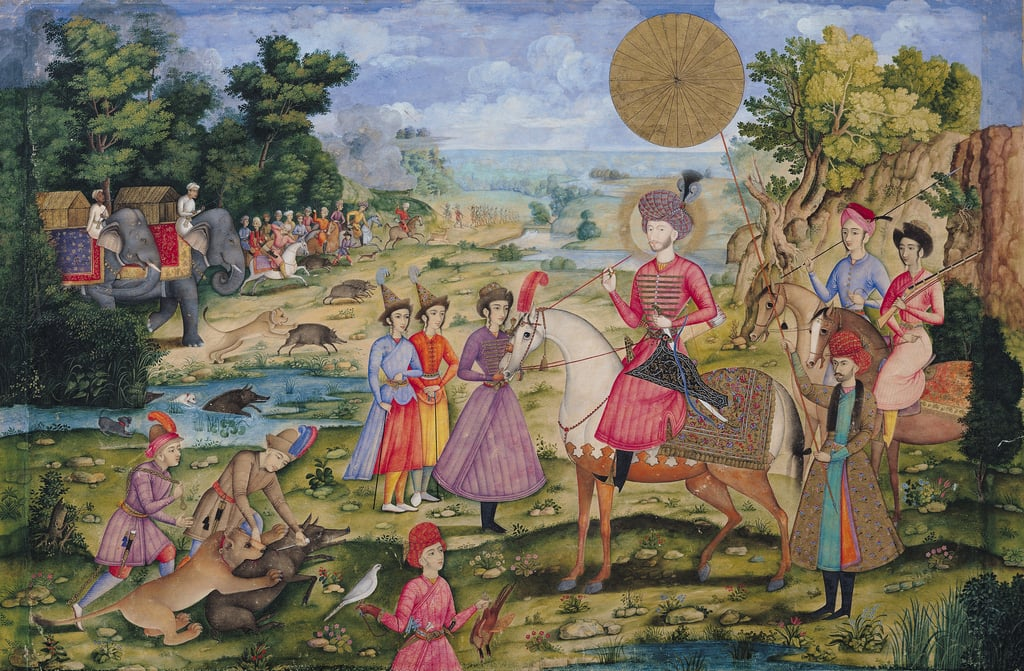
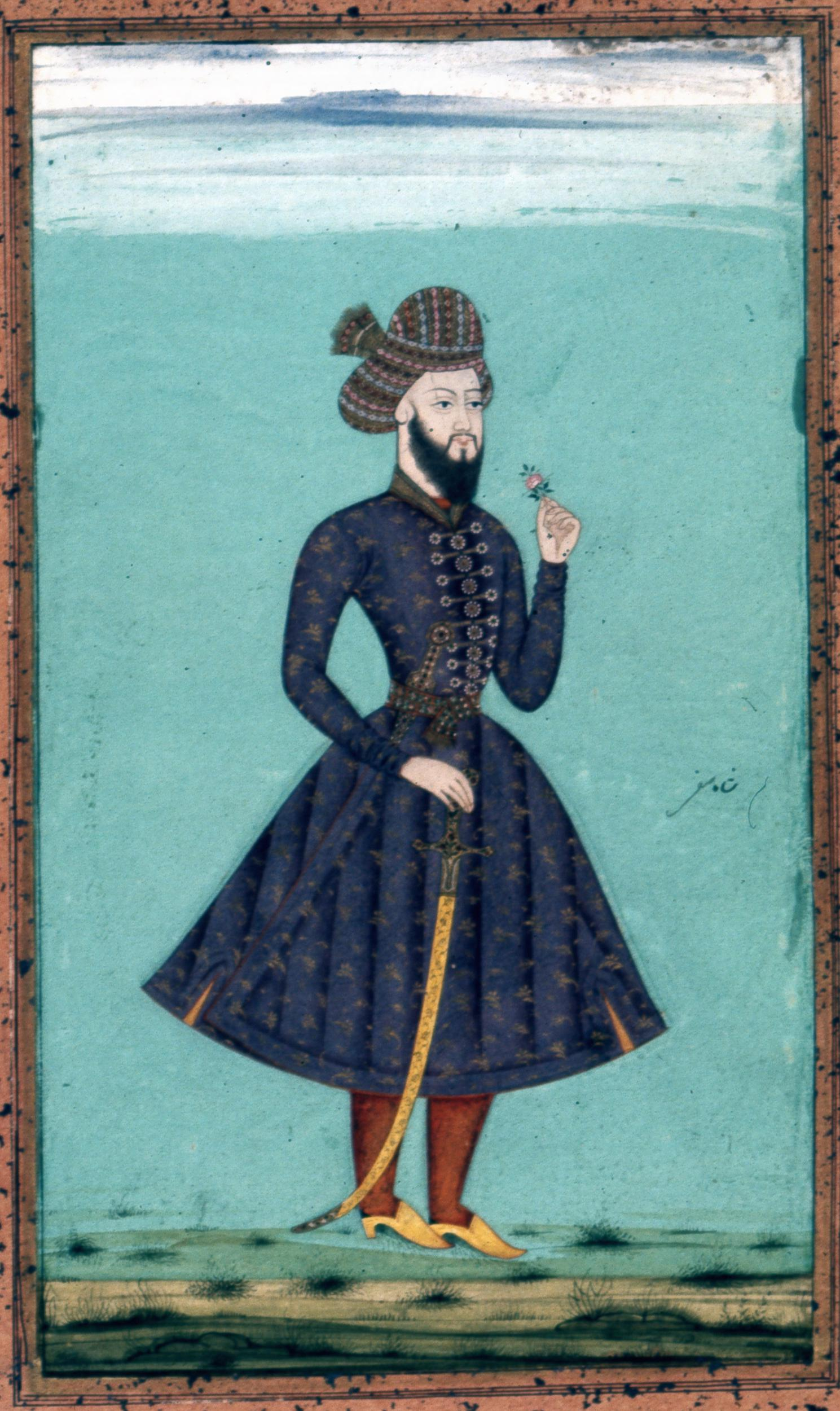
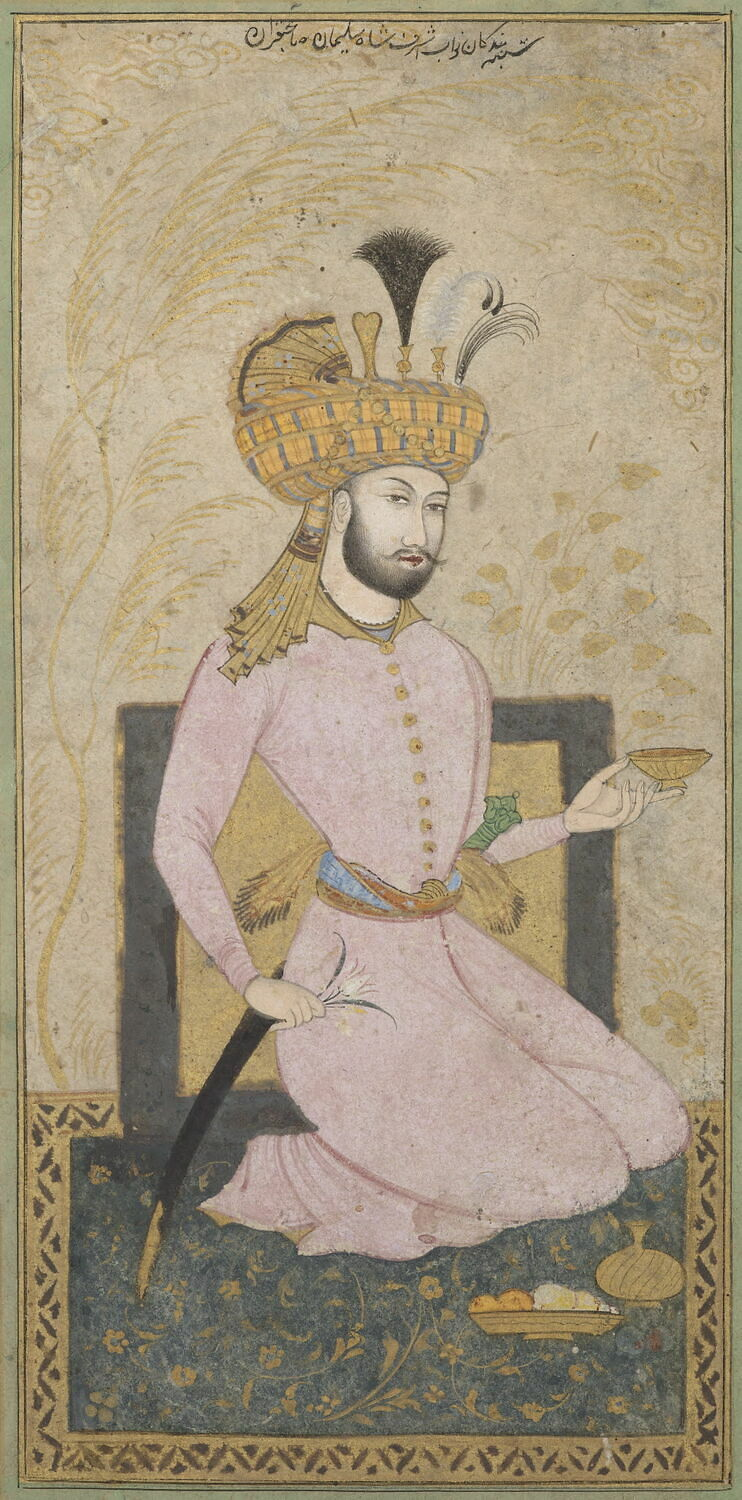
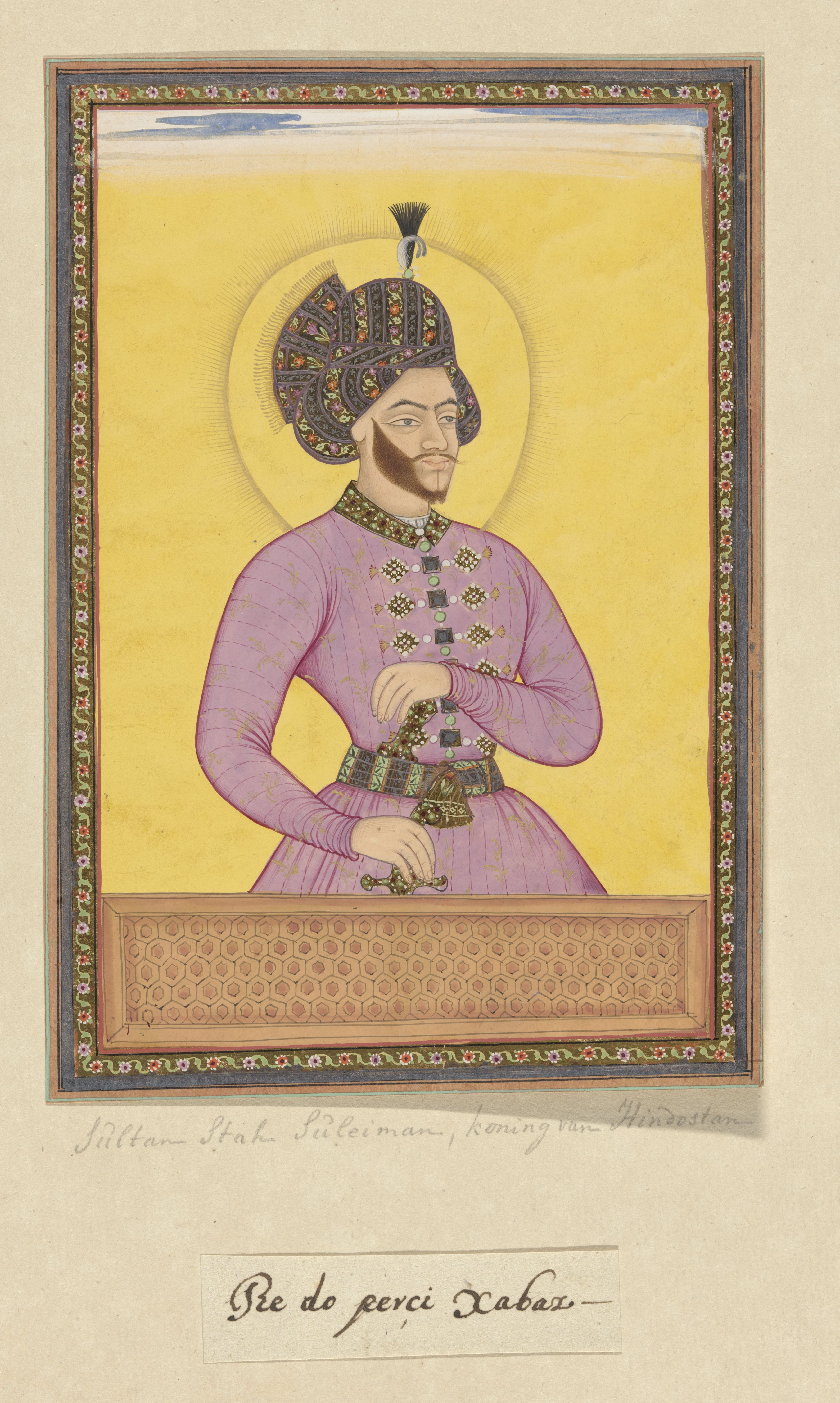
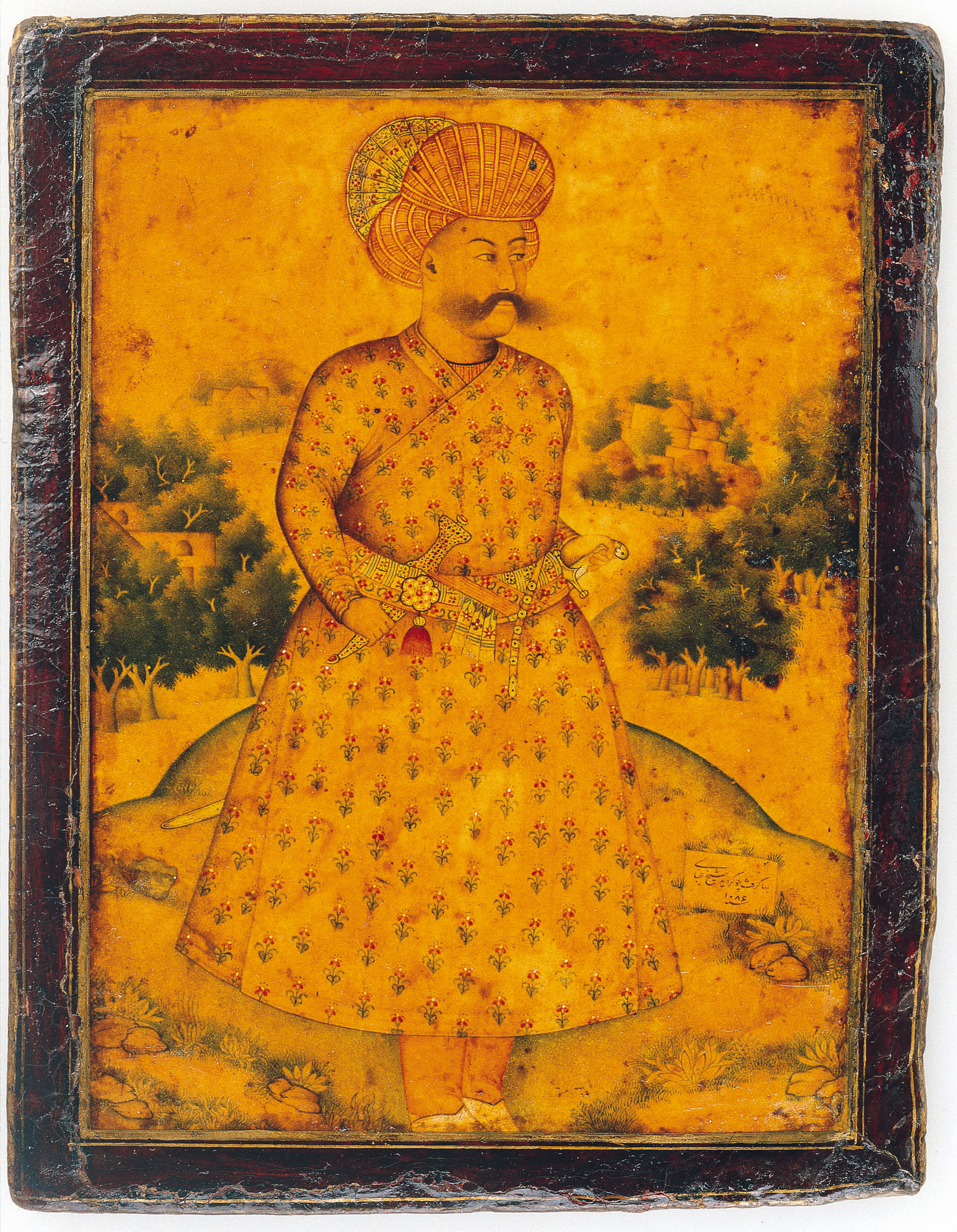
نگاره شاه سلیمان اثر شیخ عباسی سال ۱۰۸۶ قمری.
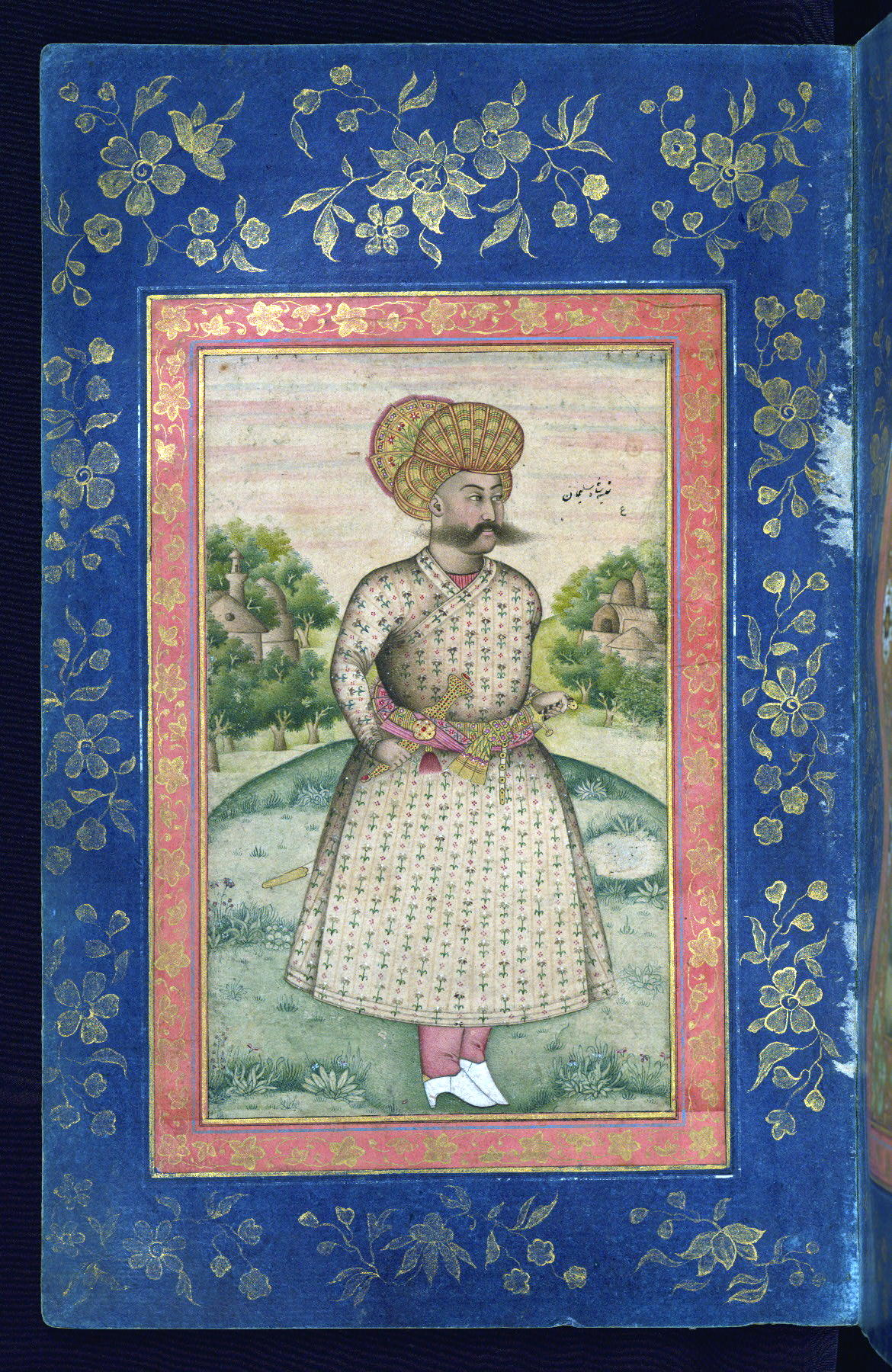
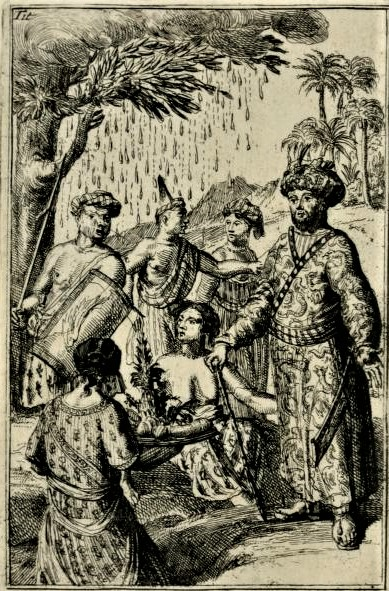
نگاره ای از شاه سلیمان صفوی اثر سانسون.
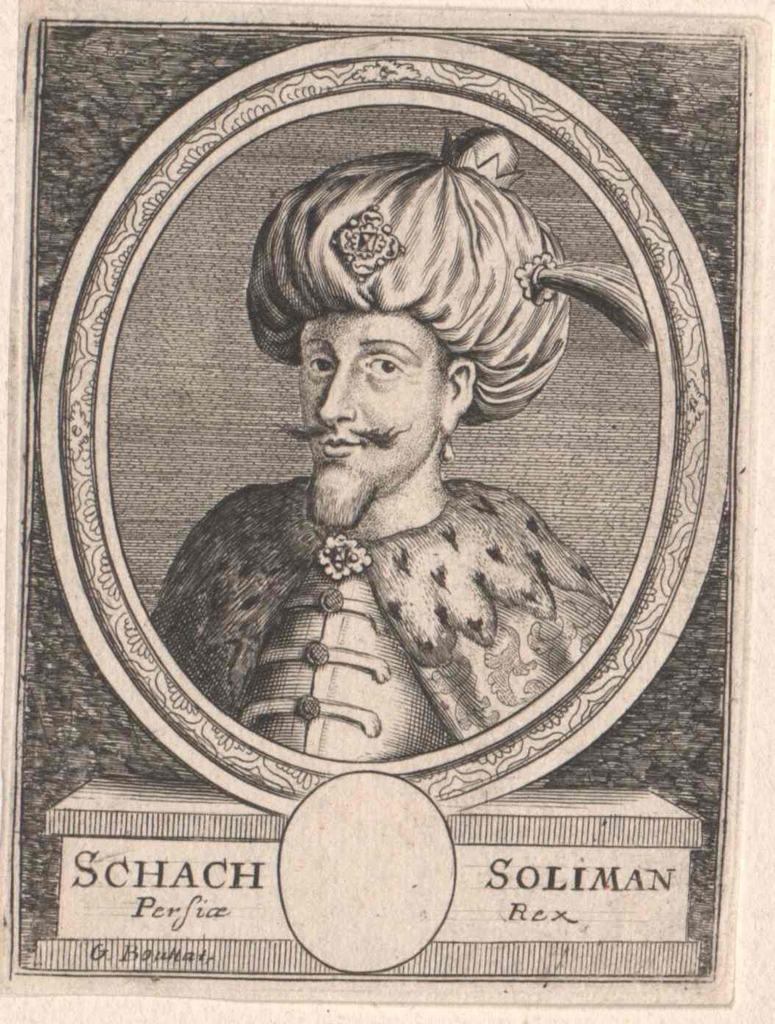
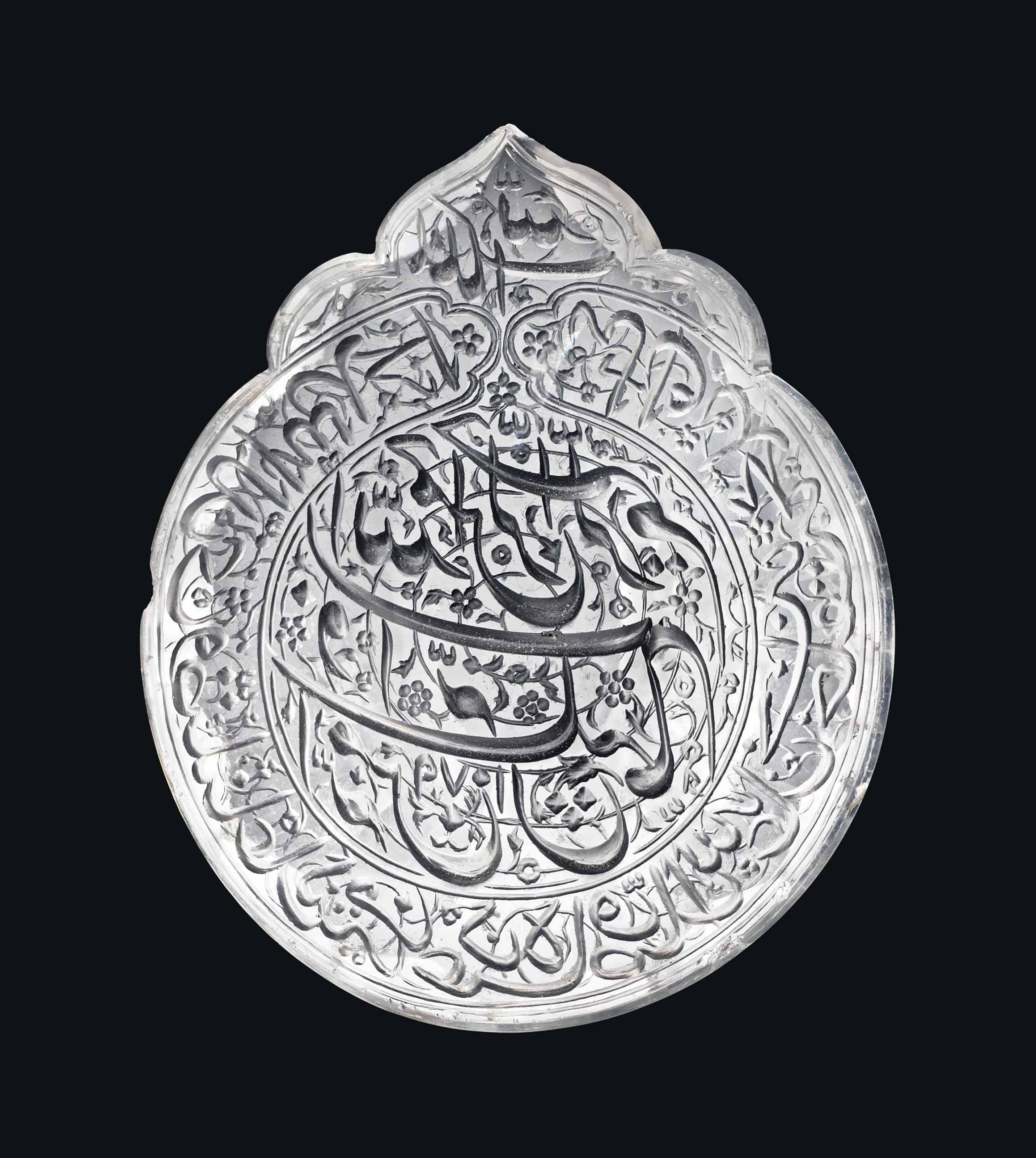
مهر شاه سلیمان.